# Сражение на Линте
Сражение на Линте или сражение на реке Линт (анг. Battle of Linth River) — одно из сражений Войны второй коалиции, произошло 25-26 сентября 1799 года. Французская дивизия генерала Жана-де-Дьё Сульта переправилась через реку Линт между Цюрихским озером и Валензее и разбила противостоявшие австрийские, российские и швейцарские повстанческие войска во главе с фельдмаршал-лейтенантом Фридрихом фон Готце.

## Перед сражением
Дивизионный генерал Андре Массена, принявший под своё командование французскую армию в Швейцарии, планировал атаковать расположившиеся в районе Цюриха российские войска генерала А. М. Римского-Корсакова. Одновременно с главным ударом генерал Жана-де-Дьё Сульт должен был атаковать австрийский корпус фельдмаршал-лейтенанта Фридриха фон Готце южнее, между Цюрихским озером и Валензее.
Согласно распоряжениям Сульта, бригада Майкони (6 батальонов, 3 эскадрона) на рассвете должна была переправиться против Шениса и наступать на Кальтбрун, а бригада Лаваля (5 батальонов, 2 эскадрона), переправившись у Гринау, наступать к Уцнаху. Для облегчения переправы, 1000 человек из бригады Лаваля, под командой Лоше, были посажены на суда в Лахене и под прикрытием трёх канонерок направлены через озеро. Вместе с тем из соседней дивизии Лекурба бригада Молитора была выдвинута в обход Валензее к Везену.

## Ход сражения
В 3 часа утра особая рота пловцов из бригады Майкони, с привязанным над головами оружием, переправилась у Шениса и оттеснила от берега австрийские посты. Следом за ними были спущены лодки, заблаговременно собранные в Бильтене, и понтонеры приступили к наводке моста. В 5 часа утра шесть рот гренадеров были уже на правом берегу и немедленно атаковали Шенис, но встретили упорное сопротивление со стороны австрийского батальона. Готце по первой тревоге двинул к Шенису резерв из Кальтбруна и поскакал сам, но был убит вместе с своим начальником штаба. Тем временем французы овладели Шенисом и продолжали наступать к Кальтбруну и Везену, и 36-я полубригада, тщетно искавшая брода ниже Шениса, переправилась с бригадой Лаваля у Гринау. Фельдмаршал-лейтенант Франц Петраш, заменивший убитого Готце, пытался поправить дело, но был оттеснен до Кальтбруна.
Не менее удачной была переправа и бригады Лаваля. Отряд Лоше в 3 часа утра высадился у Шмерикона и в устье Линта, а затем двинулся к Уцнаху, в то время, как батареи Леваля открыли огонь через реку с высот у разобранного моста. Австрийцы, которым угрожали с фланга, бежали к Уцнаху. Тотчас же рота французов переправилась на пароме через реку и заняла брошенные укрепления, а саперы приступили к исправлению моста.
Едва началась их переправа, как к месту боя подошел от Рапперсвиля российский пехотный полк Титова. Опрокинув и оттеснив перед собою отряд Лоше, русские атаковали голову 32-й французской полубригады, переправлявшейся по мосту. Последний обрушился. Огнем артиллерии и пехоты с левого берега французам удалось остановить русских, и Титов, видя общее отступление австрийцев, отошел, в свою очередь, за Уцнах. Французы, восстановив переправу, заняли Уцнах, выделив часть сил к Рапперсвилю.
Наибольшее сопротивление встретила бригада Молитора у Везена. Одна её часть, атаковавшая Везен с юга, смогла овладеть селением только на следующий день при содействии переправившихся частей дивизии Сульта. Другая часть бригады Молитора вышла вокруг озера в тыл австрийцам, после чего большая часть защитников Везена попала в плен.
Между тем, в ночь на 26 сентября Петраш сделал попытку перейти в наступление к Кальтбруну и даже потеснил было французов до Бенкена, но здесь сам был окружен и потерял пленными 1800 человек и 5 орудий. На следующий день австрийцы отошли за реку Тур, бросив припасы, накопленные для приближающейся армии генерал-фельдмаршала А. В. Суворова. 27-го они продолжали отступление на правый берег Рейна, слабо преследуемые французами. Полк Титова отошел к Констанцу. Общие потери австрийцев составили до 50 % войск.

## Результаты
В тот же день французская Гельвецкая армия генерала Андре Массена нанесла поражение русской армии генерал-лейтенанта Римского-Корсакова во Второй битве при Цюрихе, а французская бригада отбросила другие австрийские силы возле Моллиса.
Эти поражения были результатом неумелой стратегии союзников, которая планировала объединить силы Римского-Корсакова и Готце с армией Суворова, идущей на север из Италии. Массена и Сульт одержали свои победы в узком промежутке времени между выводом войск эрцгерцога Карла из Швейцарии и приходом туда Суворова. Когда Римский-Корсаков и Петраш были разбиты и отступили, Массена обратил все свое внимание на армию Суворова и вынудил её уйти из Швейцарии.